# Artiom Zanin
Artiom Zanin –en ruso, Артём Занин– (Leningrado, URSS, 13 de noviembre de 1986) es un deportista ruso que compitió en esgrima, especialista en la modalidad de sable. Ganó una medalla de oro en el Campeonato Mundial de Esgrima de 2010, en la prueba por equipos.

## Palmarés internacional
| Campeonato Mundial | Campeonato Mundial | Campeonato Mundial | Campeonato Mundial |
| Año                | Lugar              | Medalla            | Prueba             |
| ------------------ | ------------------ | ------------------ | ------------------ |
| 2010               | París (Francia)    | Medalla de oro     | Sable por equipos  |